# Aksai Chin
L’Aksai Chin (en hindi : अक्साई चिन ; en chinois simplifié : 阿克赛钦) est une région située dans le nord-ouest du plateau tibétain, au nord des montagnes occidentales de Kunlun.

## Histoire
L'histoire de ce territoire reste intimement liée à l'histoire du Cachemire moderne. Cependant, si le Cachemire devient majoritairement musulman vers 1600, cette région reste, avec le Jammu, majoritairement non-musulmane. Peu visitée par les colonisateurs britanniques, la région prend soudainement de l'importance, après la guerre de l'opium, et les diverses tensions entre le Royaume-Uni et la Chine, après 1841 : elle devient alors stratégique, car elle donne accès à la Chine depuis l'Inde. Le territoire est intégré formellement à l'Inde britannique après la révolte des Cipayes de 1857, par anticipation d'un éventuel conflit futur avec la Chine. L'altitude et la rudesse du climat permettent de limiter toute intervention militaire chinoise. En 1911 et 1912, la république est proclamée en Chine et elle formule les premières revendications chinoises de l'histoire moderne sur ce territoire. En 1949, les communistes, qui viennent de prendre le pouvoir en Chine continentale, revendiquent de nouveau avec insistance ce territoire hautement stratégique, car du fait de l'altitude, il peut contenir et limiter toute intervention de l'armée indienne, dans un contexte, à l'époque, de guerre froide, même si l'Inde est un pays non aligné. Au même moment, les Chinois revendiquent aussi l'Arunachal Pradesh. En 1962 éclate la guerre sino-indienne.

## Géographie
L'Aksai Chin constitue aujourd'hui un territoire contesté situé aux confins de la Chine, du Pakistan, et de l'Inde. La superficie de l'Aksai Chin est de 37 244 kilomètres carrés (soit un territoire plus vaste que la Belgique et le Luxembourg réunis). Ce territoire fait partie des nombreuses zones contestées sur la frontière indo-chinoise, le long de l'Himalaya occidental et du Tibet, qui comprennent entre-autres Nelang en Uttarakhand et Tashigang (Tapidunga) en Himachal Pradesh. Avec Demchok et Chumar, les deux exclaves au sud qui lui sont associées, l'ensemble de ce territoire contesté a une superficie de 38 850 kilomètres carrés au total. La Chine ne communique pas de statistiques sur le nombre d'habitants du territoire. Néanmoins, le territoire est habituellement considéré comme inhabité, autrefois fréquenté occasionnellement par les éleveurs en transhumance du Changtang et traversé par les caravaniers entre l'Asie Centrale, l'Inde et le Tibet,. Le contexte frontalier tendu a arrêté ces mouvements de populations.

## Situation politique
L’Aksai Chin est administré par la république populaire de Chine, en tant que partie du Xian de Hotan dans la préfecture de Hotan au Xinjiang, et comprend la zone occupée par la RPC pendant la guerre sino-indienne de 1962. En 1963, le Pakistan concéda également aux Chinois les territoires situés sur le versant nord du Karakoram.
Avec l'Arunachal Pradesh, l'Aksai Chin est l'une des deux régions dont l'Inde et la Chine se disputent la souveraineté. Les Indiens considèrent qu'il fait partie de l'État de Jammu-et-Cachemire. Les deux adversaires, Indiens et Chinois, ont accepté de respecter la ligne de contrôle.
Fin mai 2020, ont lieu des affrontements entre l'armée indienne et l'armée chinoise sur les hauteurs de l'Himalaya, vers la frontière ouest du Népal. La confrontation fait vingt morts côté indien ; la Chine ne communique pas le nombre de ses pertes. L'Inde réaffirme ses revendications sur le territoire de l'Aksai Chin, et demande à la Chine la rétrocession de ce territoire, qu'elle souhaite inclure dans l'Union Indienne (sous le statut de territoire).

## Langues
La langue administrative est le chinois mandarin. Les rares populations de passage autrefois parlaient divers dialectes tibétains. L'anglais est peu répandu, vu que le territoire est fermé, et inaccessible aux étrangers.  

## Économie
Ce territoire n'a ni grand centre urbain, ni université, et ses rares habitants sont très ruraux, avec une économie surtout pastorale. 
La frontière avec l'Inde est fermée depuis 1962, malgré des tentatives d'ouverture en 1974 et 1989. 
La région, très montagneuse et accidentée, au climat très rude, n'attire pas de migrants.

## Voies de communication
Bien que cette région soit faiblement peuplée et sans ressources, le secteur est d'une importance stratégique majeure car il est traversé par la route nationale chinoise 219, qui relie le Xinjiang au Tibet.

## Religions et cultures
Les rares populations nomades qui fréquentaient historiquement la région, étaient de confession bouddhiste. Ces populations étaient proche du monde tibétain, particulièrement du Ladakh, par ses langues, coutumes, folklores et sa religion. 